# Славгород (село)
Сла́вгород — село в Україні, у Краснопільській селищній громаді Сумського району Сумської області. Населення становить 917 осіб. До 2020 орган місцевого самоврядування — Славгородська сільська рада.

## Географія
Село розташовано на лівому березі річки Пожні, де в неї вливається річка Корова. За 3,5 км знаходилося зняте 2007 року з обліку с. Черемушки, за 2,5 км вище за течією Пожні — село Мезенівка, нижче за течією (1 км) — село Порозок, на протилежному боці від якого — село Верхня Пожня.

## Історія
За даними на 1864 рік у власницькому селі Охтирського повіту Харківської губернії мешкало 2312 особи (1144 чоловічої статі та 1168 — жіночої), налічувалось 340 дворових господарств, існували православна церква, цукровий та селітряний заводи, відбувались 4 щорічних ярмарки та базари.
Станом на 1914 рік село було центром окремої, Славгородської волості, кількість мешканців зросла до 4450 осіб.
Село постраждало внаслідок геноциду українського народу, проведеного урядом СССР 1923—1933 та 1946–1947 роках.
12 червня 2020 року, відповідно до розпорядження Кабінету Міністрів України № 723-р «Про визначення адміністративних центрів та затвердження територій територіальних громад Сумської області», село увійшло до складу Краснопільської селищної громади.
19 липня 2020 року, в результаті адміністративно-територіальної реформи та ліквідації Краснопільського району, увійшло до складу новоутвореного Сумського району.

#### Російське вторгнення в Україну (з 2022)
7 жовтня 2022 року загинув  старший солдат Державної прикордонної служби України Беделєв Валерій Петрович.
12 травня 2024 року близько 9 години ранку, в результаті ворожих ударів загинув мешканець села 1954 р.н. Ще двоє поранених, це чоловіки 1983 та 2005 року народження. Загиблий та поранені з однієї сімʼї, вони знаходились на своєму подвірʼї в момент обстрілу. Про це Кордон.Медіа розповіла Ірина Юхта, в.о. голови Краснопільської громади.
30 червня 2024 року оперативне командування “Північ” повідомило про чергові обстріли села. Зафіксовано 3 вибухи, ймовірно ствольна артилерія 122 мм.
10 серпня 2024 року село знову зазнало ворожих російських атак. Як повідомили в Оперативному командуванні "Північ" зафіксовано 1 вибух, ймовірно ФПВ-дрон; 7 вибухів, ймовірно міномет 120 мм.  
17 серпня 2024 року оперативне командування «Північ» повідомило про обстріли Сумської області. Серед постраждалих населених пунктів село Славгород – 2 обстріли: 26 вибухів, ймовірно авіаційний удар; 10 вибухів, ймовірно ствольна артилерія 152 мм; 3 обстріли: 15 вибухів, ймовірно міномет 120 мм. В результаті обстрілу пошкоджено будівлю фермерського господарства.    
21 серпня 2024 року ворог бив по селу з мінометів. Пошкоджена місцева пожежна частина. Осколкові поранення отримали працівник пожежної частини, продавчиня та місцевий мешканець. Їм надали медичну допомогу. 
22 серпня 2024 року від обстрілів російської артилерії постраждали населені пункти Бачівськ, Рудак, Нововасилівка, Чернацьке, Порозок, Славгород, Карповичі, Грабовське та Покровка. Про це повідомили повідомили в Генштабі ЗСУ у зведенні о 16.00.    
26 серпня 2024 року російські загарбники продовжували обстрілювати прикордонні території Сумської області. Зокрема в селі  2 обстріли: 7 вибухів, ймовірно ствольна артилерія 122 мм; 1 вибух, ймовірно міномет 120 мм; 2 обстріли: 2 вибухи, ймовірно ФПВ-дрон.    
27 серпня 2024 року оперативне командування “Північ” інформує про обстріли села. Зафіксовано 6 вибухів, ймовірно міномет 120 мм; 5 обстрілів: 14 вибухів, ймовірно ФПВ-дрон.       

## Населення

### Мова
Розподіл населення за рідною мовою за даними :
| Мова       | Кількість | Відсоток |
| ---------- | --------- | -------- |
| українська | 825       | 89.97%   |
| російська  | 89        | 9.71%    |
| білоруська | 3         | 0.32%    |
| Усього     | 917       | 100%     |

## Відомі уродженці
- Антоненко Сергій (2001 — 23 липня 2023, м. Білопілля Сумського району Сумської області) — український військовик, учасник російсько-української війни. Нагороджений орденом «За мужність» 3 ступеня (14.09.2023)[15].
- Веригін Анатолій Олександрович — учасник афганської війни, кавалер ордена Червоної Зірки.
- Гончаренко Іван Іванович (1911—1993) — український майстер художньої кераміки.
- Григорович Кость — військовий і громадський діяч, повстанець, помічник командира бронепотяга «Кармелюк», командир бронепотяга «Запорожець», секретар голови Ради Міністрів уряду УНР в екзилі; поручник артилерії Армії УНР.
- Данько Данько — український поет, бібліофіл, один з лідерів руху опору в Сумах 1970-1980-их років.
- Соколов Петро Максимович (1827—1887) — український художник та поет.
- Халімонов Олексій Дмитрович (1909—1987) — російський історик та педагог; відомий краєзнавець, дослідник історії міста Острогозька та Острогозького району Воронезької області.
- Хіценко Іван Іванович — Герой Радянського Союзу.[16]

## Пам'ятки
- Свято-Троїцька церква 1807 року